# Storia di Miami
Migliaia di anni prima dell'arrivo degli europei, gran parte del sud-est della Florida, compresa l'area in cui oggi esiste Miami, era abitata dai nativi americani Tequesta. I nativi, avevano contatti rari con gli europei ed erano emigrati in gran parte entro la metà del XVIII secolo. Miami prende il nome dai Mayaimi, una tribù di nativi americani che visse intorno al lago Okeechobee fino al XVII o XVIII secolo.
Gli spagnoli stabilirono una missione ed una piccola guarnigione tra i Tequesta presso la Baia di Biscayne nel 1567, che furono poi ritirate un paio di anni dopo. Nel 1743 il governatore di Cuba stabilì un'altra missione ed un'altra guarnigione nella baia di Biscayne, ma poiché la missione non era stata approvata dal Consiglio delle Indie, la missione e il presidio furono ritirati l'anno successivo. Gli spagnoli registrarono che gli abitanti del sito della missione del 1743 erano sopravvissuti nativi dei Cayos, Caloosa e Boca Raton, che erano soggetti a periodiche incursioni da parte degli Uchis (alleati nativi degli inglesi nella Colonia della Carolina del Sud). Fort Dallas fu costruito nel 1836 e funzionò come base militare durante la Seconda Guerra Seminole.
L'area di Miami era meglio conosciuta come "Biscayne Bay Country" nei primi anni della sua crescita. I pochi resoconti pubblicati di quel periodo descrivono l'area come un deserto che conteneva molte promesse. L'area è stata anche caratterizzata come "uno dei migliori siti costruttivi in Florida". Dopo le grandi ondate di freddo del 1894 e del 1895, i raccolti dell'area di Miami furono gli unici sopravvissuti in Florida ciò fece prosperare l'insediamento e spinse Julia Tuttle, una proprietaria terriera di Cleveland, a convincere Henry Flagler, un magnate delle ferrovie, ad espandere la sua Florida East Coast Railway fino a Miami. Il 28 luglio 1896 Miami fu ufficialmente costituita come città con una popolazione di poco più di 300 abitanti.
Miami prosperò durante gli anni 1920, ma si indebolì quando scoppiò la bolla immobiliare del 1925, seguita a breve dall'uragano di Miami del 1926 e dalla Grande depressione negli anni 1930. Quando scoppiò la seconda guerra mondiale, Miami svolse un ruolo importante negli scontri contro i sottomarini tedeschi grazie alla sua posizione sulla costa meridionale della Florida. La guerra contribuì ad aumentare la popolazione di Miami a quasi mezzo milione di abitanti.
Dopo che Fidel Castro salì al potere nel 1959 molti cubani emigrarono a Miami, aumentando ulteriormente la popolazione. Negli anni 1980 e 1990 varie crisi hanno colpito il sud della Florida, tra cui il pestaggio di Arthur McDuffie e la successiva rivolta, le guerre per la droga, l'uragano Andrew e l'affare Elián González. Nonostante ciò, Miami rimase un importante centro internazionale, finanziario e culturale.
La città poggia sul fiume Miami con cui condivide il nome di stessa origine.
Sebbene sia scritto allo stesso modo in inglese, il nome della città della Florida non ha nulla a che fare con il popolo nativo dei Miami che vivevano in una parte completamente diversa del Nord America.

## Nativi e primi insediamenti

### I Tequesta
Le prime prove di insediamenti nativi americani nella regione di Miami risalgono a circa 10.000 anni fa. La regione era piena di foreste di pini e ospitava molti cervi, orsi ed uccelli selvatici. Questi primi abitanti si stabilirono sulle rive del fiume Miami, stabilendo i villaggi principali sulla sponda settentrionale. Questi primi nativi americani crearono una varietà di armi ed utensili che sono stati ritrovati dagli archeologi.
Quando i primi europei visitarono la zona a metà del XVI secolo, gli abitanti dell'area di Miami erano i Tequesta, che controllavano un'area che copriva gran parte della Florida sud-orientale, compresa quelle che oggi sono la contea di Miami-Dade, la contea di Broward e le parti meridionali della contea di Palm Beach. Gli indiani Tequesta vivevano di caccia e raccolta, essi pescavano, cacciavano e raccoglievano i frutti e le radici delle piante, ma non praticavano alcuna forma di agricoltura. Seppellivano le piccole ossa dei defunti, ma mettevano le ossa più grandi in una scatola affinché la gente del villaggio potesse vederle. Ai Tequesta è attribuito il merito di aver creato il Miami Circle.

### Arrivo degli spagnoli e primi insediamenti
Nel 1513 Juan Ponce de León fu il primo europeo a visitare l'area di Miami navigando nella baia di Biscayne. Egli scrisse nel suo diario di aver raggiunto Chequescha, il primo nome registrato di Miami, ma non si sa se sia sbarcato o meno o abbia preso contatto con i nativi. Pedro Menéndez de Avilés ed i suoi uomini fecero il primo sbarco accertato in quest'area quando visitarono l'insediamento dei Tequesta nel 1566 mentre cercavano il figlio scomparso di Menéndez, che era naufragato un anno prima. I soldati spagnoli, guidati da padre Francisco Villareal, costruirono una missione gesuita alla foce del fiume Miami un anno dopo, che ebbe però vita breve. Nel 1570 i gesuiti decisero di cercare nativi più disponibili alla conversione al di fuori della Florida. Dopo che gli spagnoli se ne andarono, gli indiani Tequesta furono lasciati a combattere le malattie introdotte dagli europei, come il vaiolo. Le guerre con altre tribù indebolirono notevolmente la loro popolazione e furono facilmente sconfitti dagli indiani Creek nelle guerre successive. Nel 1711 i Tequesta avevano inviato un paio di capi locali all'Avana per chiedere se potessero emigrare lì. Gli spagnoli inviarono due navi per aiutarli, ma le loro malattie li colpirono nuovamente, uccidendo la maggior parte della popolazione. Nel 1743 gli spagnoli, mandati dal governatore di Cuba, fondarono un'altra missione nella baia, dove costruirono anche un forte. I sacerdoti missionari proposero un insediamento permanente, dove i coloni spagnoli avrebbero raccolto cibo per i soldati ed i nativi americani. Tuttavia, la proposta fu respinta in quanto impraticabile e la missione fu ritirata prima della fine dell'anno.

### Insediamenti successivi
Nel 1763, dopo la guerra dei sette anni, tramite il Trattato di Parigi, gli spagnoli cedettero la Florida agli inglesi che la divisero in Florida occidentale ed orientale, di cui faceva parte l'area dell'attuale città. Nel 1766 Samuel Touchett ricevette una concessione di terra dalla Corona inglese di 20.000 acri (81 km2) nell'area di Miami. I confini della concessione furono definiti da Bernard Romans nel 1772. Una condizione per rendere permanente la concessione era che almeno un colono dovesse vivere nella concessione per ogni 100 acri (0,4 km2) di terreno. Mentre Touchett cercava fondare una piantagione nella proprietà, ebbe problemi finanziari ed i suoi piani non si realizzarono mai.
I primi coloni europei permanenti nell'area di Miami arrivarono intorno al 1790. Pedro Fornells, un sopravvissuto della colonia di New Smyrna, originario di Minorca, si trasferì a Key Biscayne per rispettare i termini della sua concessione reale per l'isola. Sebbene egli tornò con la sua famiglia a St. Augustine dopo sei mesi, lasciò un custode sull'isola. Durante un viaggio verso l'isola nel 1803, Fornells notò la presenza di occupanti abusivi sulla terraferma attraverso la baia di Biscayne. Nel 1825 il maresciallo americano Waters Smith visitò l'insediamento di Cape Florida (che si trovava sulla terraferma) e conferì con gli occupanti abusivi che volevano ottenere il titolo sulla terra che stavano occupando. Sulla terraferma, gli occupanti, provenienti dalle Bahamas, si erano stabiliti lungo la costa a partire dal 1790. Il colono John Egan aveva anche ricevuto una concessione dalla Spagna durante il Secondo periodo spagnolo. Il figlio di John, James Egan, sua moglie Rebecca Egan, la sua vedova Mary "Polly" Lewis e il cognato di Mary, Jonathan Lewis, ricevettero tutti concessioni di terra di 640 acri dal governo degli Stati Uniti nell'attuale Miami.
I cacciatori di tesori delle Bahamas e delle Florida Keys arrivarono nel sud della Florida per cercare tesori dalle navi che navigavano sulla grande barriera corallina della Florida ed alcuni dei quali accettarono offerte di terra spagnole lungo il fiume Miami. Più o meno nello stesso periodo, gli indiani Seminole arrivarono insieme ad un gruppo di schiavi fuggiaschi. Nel 1825 fu costruito il faro di Cape Florida sulla vicina Key Biscayne per avvertire le navi di passaggio della pericolosa barriera corallina.

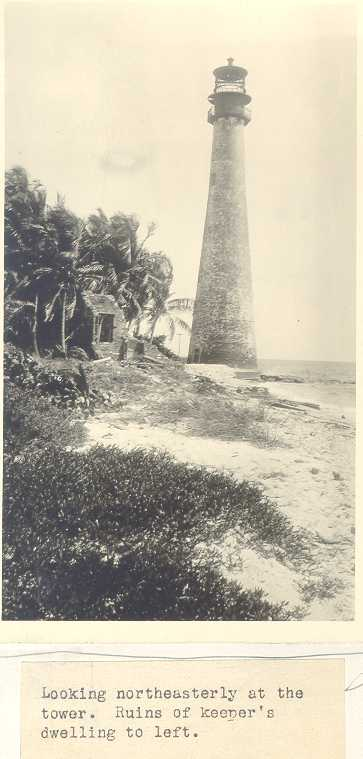
Faro di Cape Florida, la più antica struttura ancora esistente nell'area di Miami, costruito nel 1825

Nel 1830 Richard Fitzpatrick acquistò un terreno lungo fiume Miami dal colono bahamense James Egan. Egli costruì una piantagione con dove si coltivavano canna da zucchero, banane, mais e frutta tropicale. Nel gennaio 1836, poco dopo l'inizio della Seconda Guerra Seminole, Fitzpatrick rimosse i suoi schiavi e chiuse la sua piantagione.
L'area fu interessata dalla Seconda Guerra Seminole, qui il maggiore William S. Harney condusse diverse incursioni contro gli indiani. Nel 1836 venne costruito Fort Dallas nella piantagione di Fitzpatrick presso la riva nord del fiume. Al tempo la maggior parte della popolazione non indiana dell'area era costituita da soldati di stanza a Fort Dallas. La seconda guerra Seminole fu la guerra indiana più devastante nella storia americana, causando una perdita quasi totale di popolazione nativa nell'area di Miami. Il faro di Cape Florida fu incendiato da Seminole nel 1836 e non fu riparato fino al 1846.

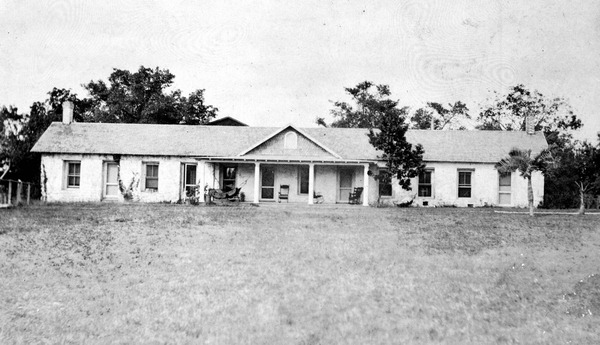
Fort Dallas, costruito nel 1836

Dopo la fine della guerra nel 1842, il nipote di Fitzpatrick, William English, ristabilì la piantagione a Miami. Egli tracciò il "Villaggio di Miami" sulla riva sud del fiume e vendette diversi appezzamenti di terreno. Quando English morì in California nel 1852, la sua piantagione morì con lui.
Il fiume Miami diede il nome alla fiorente città, estendendo un'etimologia che deriva dalla tribù indiana Mayaimi. Nel 1844 Miami divenne il capoluogo della contea e sei anni dopo un censimento riferì di 96 residenti nella zona. La Terza Guerra Seminole durò dal 1855 al 1858, ma non fu distruttiva come la precedente, tuttavia rallentò il tasso di insediamento del sud-est della Florida. Alla fine della guerra alcuni soldati rimasero nella zona ed i Seminole si rifugiarono nelle Everglades.
Dal 1858 al 1896 solo una manciata di famiglie stabilirono le loro abitazioni nell'area di Miami. Quelli che vivevano in piccoli insediamenti lungo la baia di Biscayne. Il primo di questi insediamenti si formò alla foce del fiume Miami e fu chiamato in vari modi, come Miami, Miamuh o Fort Dallas. I primi tra i coloni del fiume Miami furono i Brickell: William Brickell aveva precedentemente vissuto in Ohio, California ed Australia, dove aveva incontrato sua moglie, Mary. Nel 1870 Brickell acquistò un terreno sulla riva sud del fiume e con i loro figli gestirono una stazione commerciale ed un ufficio postale nella loro proprietà per il resto del XIX secolo.
Altri insediamenti all'interno dei confini della città di Miami erano Lemon City (ora Little Haiti) e Coconut Grove. Gli insediamenti al di fuori dei confini della città erano Biscayne, nell'attuale Miami Shores, e Cutler, nell'attuale Palmetto Bay. Molti dei coloni erano attratti nell'area dalle offerte di 160 acri (0,6 km2) di terra libera da parte del governo federale degli Stati Uniti.

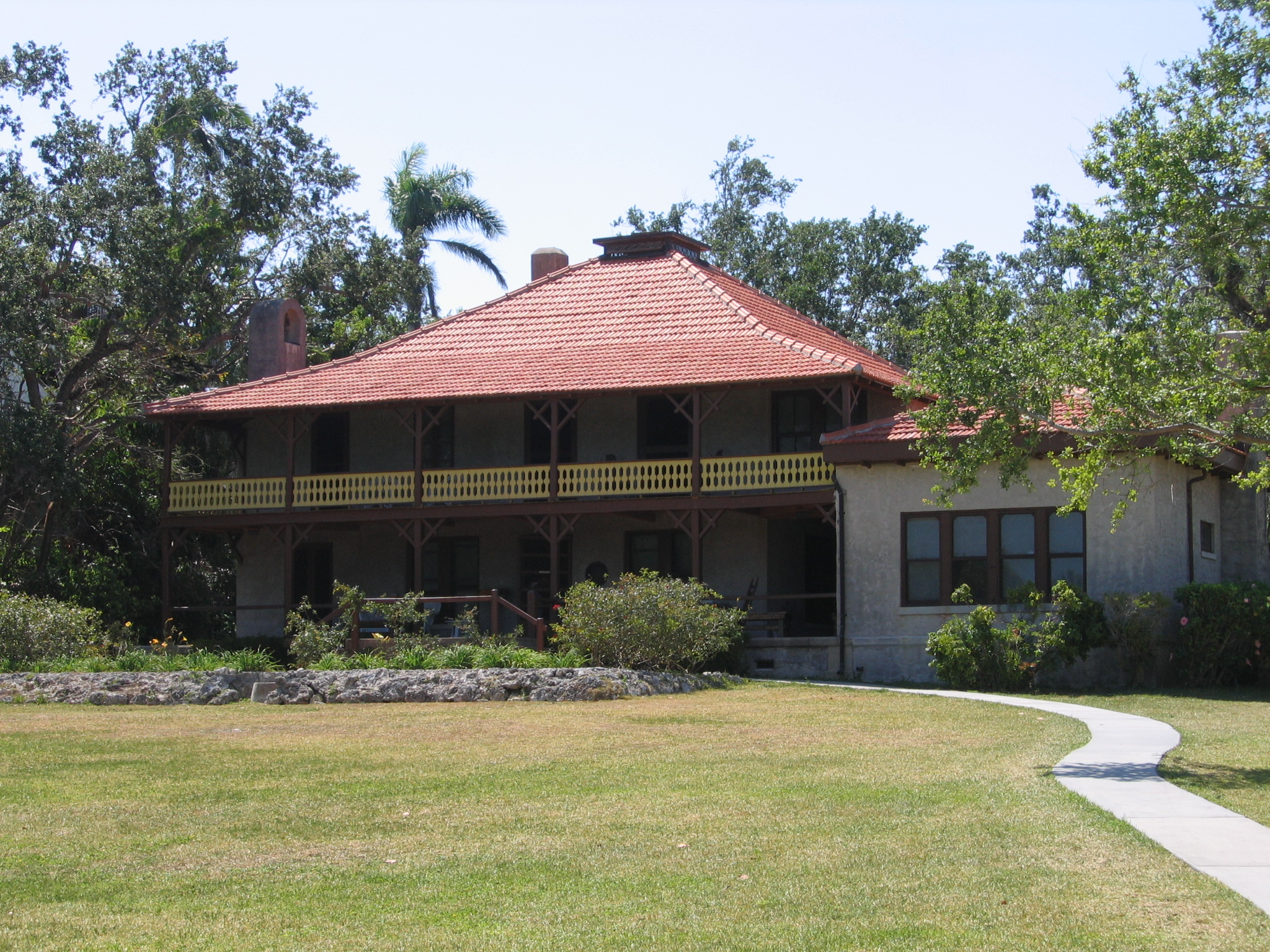
The Barnacle Historic State Park, o semplicemente the Barnacle, costruita nel 1891, è l'abitazione più antica ancora nella sua locazione originaria di Miami. Era la casa di uno dei fondatori di Coconut Grove

.

## Nascita
Nel 1891 una donna di Cleveland, Julia Tuttle, decise di trasferirsi nel sud della Florida per ricominciare la sua vita dopo la morte di suo marito, Frederick Tuttle. Ella acquistò 640 acri sulla riva nord del fiume Miami nell'attuale centro di Miami.

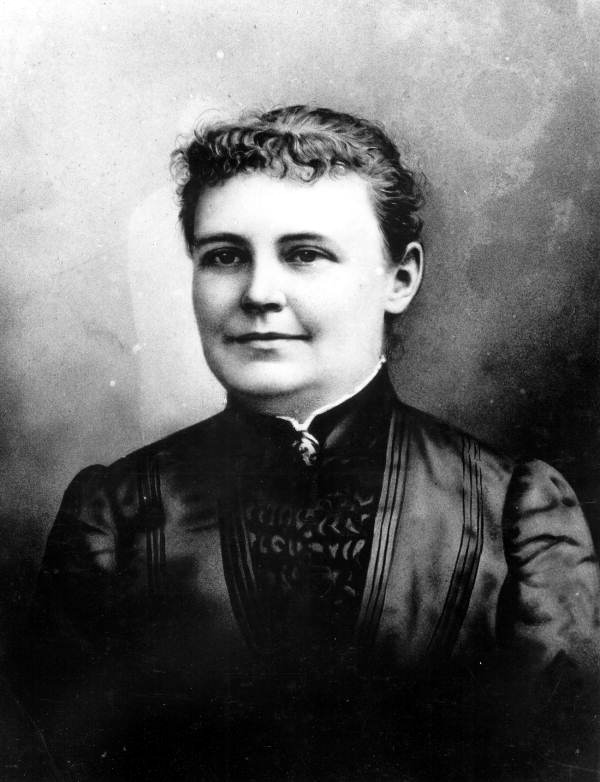
Julia Tuttle, la fondatrice di Miami

Dopo aver notato le potenzialità del fiorente insediamento, cercò di persuadere il magnate delle ferrovie Henry Flagler ad espandere la sua linea ferroviaria, la Florida East Coast Railway, verso l'area, ma inizialmente rifiutò. Nel dicembre 1894 la Florida fu colpita dal Grande Freddo, un'ondata di freddo, che distrusse praticamente l'intero raccolto di agrumi nella metà settentrionale dello stato. Pochi mesi dopo, la notte del 7 febbraio 1895, la parte settentrionale della Florida fu colpita da un altro gelo che spazzò via i raccolti rimasti ed i nuovi alberi. Ed a differenza della maggior parte del resto dello stato, l'area di Miami non fu colpita in entrambe le occasioni. Tuttle scrisse così di nuovo a Flagler, chiedendogli di visitare la zona di persona. Flagler mandò James E. Ingraham ad indagare e tornò con un rapporto favorevole e una scatola di fiori d'arancio per dimostrare che l'area era sfuggita al gelo. Flagler proseguì con la sua visita e concluse alla fine del suo primo giorno che l'area era matura per l'espansione. Egli prese la decisione di estendere la sua ferrovia fino a Miami e costruire un hotel-resort, il Royal Palm Hotel.
Il 22 aprile 1895 Flagler scrisse a Tuttle una lunga lettera ricapitolando la sua offerta di terra in cambio dell'estensione della sua ferrovia fino all'area, la creazione di una città e la costruzione di un hotel, i termini prevedevano che Tuttle avrebbe assegnato a Flagler un tratto di terreno di 100 acri (0,4 km2) per far crescere la città. Nello stesso periodo, Flagler scrisse una lettera simile a William e Mary Brickell, che avevano anche accettato verbalmente di cedere la terra durante la prima visita.
L'allungamento della linea ferroviaria non era però ancora sicuro, nonostante ciò nella primavera del 1895 le voci su questa possibilità continuarono a moltiplicarsi, alimentando l'attività immobiliare nell'area della Baia di Biscayne. La notizia dell'estensione della ferrovia fu ufficialmente annunciata il 21 giugno 1895. Alla fine di settembre iniziarono i lavori ed i coloni iniziarono a riversarsi nelle terre promesse "a prova di congelamento". Il 24 ottobre 1895 fu approvato il contratto stipulato da Flagler e Tuttle.
Con la ferrovia in costruzione Miami divenne un'area ricca di attività. Uomini da tutta la Florida si radunarono nell'area in attesa della richiesta di Flagler, per i lavoratori di tutte le qualifiche, di iniziare a lavorare sull'hotel, sulla ferrovia e sulla città. Alla fine di dicembre 1895 settantacinque di loro erano già al lavoro per sgomberare il sito dell'hotel. Vivevano per lo più in accampamenti di tende e capanne che non avevano strade se non pochi sentieri sgomberati. Molti di questi uomini furono vittime del congelamento, che aveva lasciato sia denaro che lavoro scarsi.
Il 1 febbraio 1896 Tuttle adempie alla prima parte del suo accordo con Flagler firmando due atti per trasferire a lui la terra per il suo hotel e i 100 acri (0,4 km2) di terreno vicino al sito dell'hotel. I titoli delle proprietà di Brickell e Tuttle erano basati sulle prime concessioni terriere spagnole e dovevano essere definiti per essere liberi da conflitti prima che iniziasse la commercializzazione dei lotti di Miami. Il 3 marzo Flagler assunse John Sewell da West Palm Beach per iniziare a lavorare in città mentre più persone arrivavano a Miami. Il 7 aprile 1896 i binari della ferrovia raggiunsero finalmente Miami ed il primo treno arrivò il 13 aprile, era un treno speciale non programmato e Flagler era a bordo, il treno tornò a St. Augustine più tardi quella notte. Il primo treno di linea regolare arrivò la notte del 15 aprile. La prima settimana di servizio ferroviario fu prevista solo per i treni merci poiché il servizio passeggeri non iniziò fino al 22 aprile.
Il 28 luglio 1896 ebbe luogo la riunione di incorporazione per fare di Miami una città. Il diritto di voto era limitato a tutti gli uomini che risiedevano a Miami o nella contea di Dade. Joseph A. McDonald, capo-costruzione del Royal Palm Hotel, fu eletto presidente della riunione. Dopo essersi assicurati che fossero presenti abbastanza elettori fu presentata la mozione per incorporare ed organizzare un governo cittadino sotto il nome aziendale di "The City of Miami", con i confini proposti. John B. Reilly, che era a capo della compagnia terriera di Fort Dallas di Flagler, fu il primo sindaco eletto.

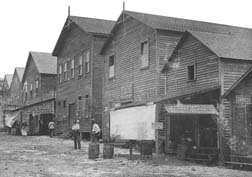
Nel 1896 400 persone si affollarono al secondo piano della Lobby Pool Room (edificio centrale), per votare l'incorporazione di Miami in qualità di città.

Inizialmente, la maggior parte dei residenti voleva chiamare la città "Flagler". Tuttavia Henry Flagler era irremovibile sul fatto che la nuova città non avrebbe preso il suo nome. Così il 28 luglio 1896 la città di Miami, che prende il nome dal fiume Miami, fu costituita con 502 elettori, inclusi 100 elettori neri registrati. La popolazione nera ha fornito la forza lavoro primaria per l'espansione della città.

## XX secolo e sviluppo

### Da inizio secolo agli anni 30'
Miami conobbe una crescita molto rapida da inizio secolo fino alla seconda guerra mondiale. Nel 1900 1.681 persone vivevano a Miami, nel 1910 erano 5.471 e nel 1920 erano arrivate a 29.549. Quando migliaia di persone si trasferirono nell'area all'inizio del XX secolo, divenne presto evidente la necessità di più terra. Fino ad allora le Everglades della Florida si estendevano fino a 5 km a ovest della Baia di Biscayne, così a partire dal 1906 furono realizzati canali per rimuovere parte dell'acqua da quelle terre.
Miami Beach si sviluppò nel 1913 quando fu completato il Collins Bridge, un ponte di legno di 3 km costruito da John Collins, che collegava le due città. 

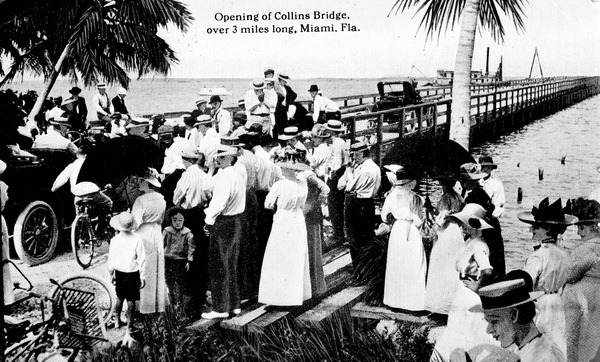
Il Collins Bridge, il primo ponte a connettere Miami a Miami Beach.

Durante i primi anni 1920 un afflusso di nuovi residenti e sviluppatori senza scrupoli portò al boom immobiliare in Florida, che tramite la speculazione fece salire i prezzi dei terreni. Alcuni primi edifici furono rasi al suolo dopo la loro costruzione iniziale per far posto ad edifici più grandi. La popolazione di Miami raddoppiò dal 1920 al 1923. Le aree vicine di Lemon City, Coconut Grove e Allapattah furono annesse nell'autunno del 1925, creando l'area della Greater Miami.

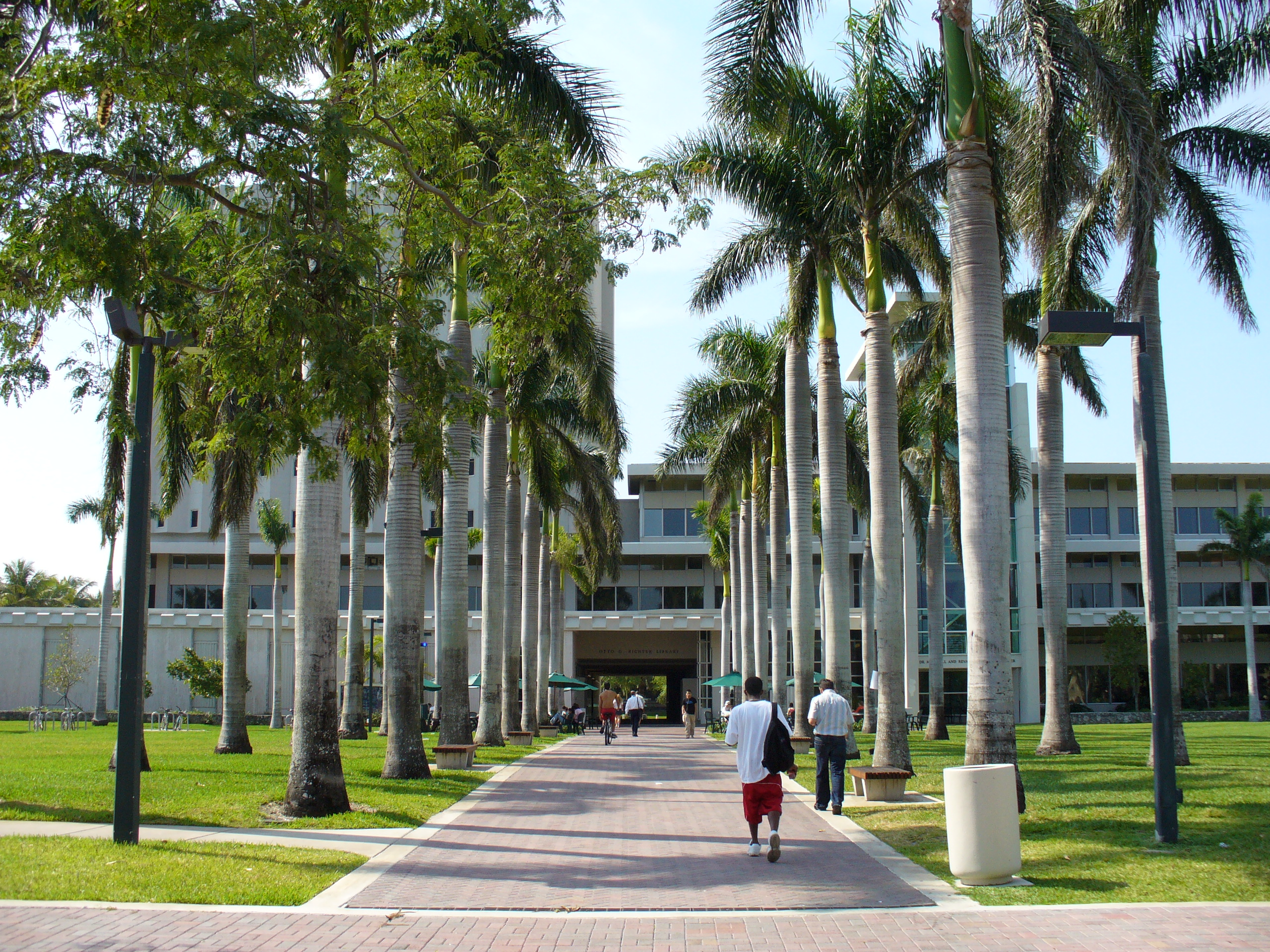
L'Università di Miami, fondata nel 1925.

Tuttavia questo boom iniziò a vacillare a causa dei ritardi nella costruzione degli edifici e del sovraccarico del sistema di trasporto, causato da un eccesso di materiali da costruzione ingombranti. Il 10 gennaio 1926 la Prinz Valdemar, una vecchia nave da guerra danese in procinto di diventare un hotel galleggiante, si arenò e bloccò il porto di Miami per quasi un mese. Già sovraccariche, le tre principali compagnie ferroviarie dichiararono un embargo su tutte le merci in arrivo eccetto il cibo. Il costo della vita era salito alle stelle e trovare un posto economico in cui vivere era quasi impossibile. Questo boom economico stava già crollando quando il catastrofico Great Miami Hurricane del 1926 travolse la città, ponendo fine a tutto ciò che era rimasto del boom. La tempesta di categoria 4 fu la dodicesima più costosa e la dodicesima più mortale a colpire gli Stati Uniti durante il XX secolo. Secondo la Croce Rossa ci sono furono 373 morti, ma altre stime variano, a causa del gran numero di persone elencate come disperse. Tra le 25.000 e le 50.000 persone rimasero senza casa nell'area di Miami.

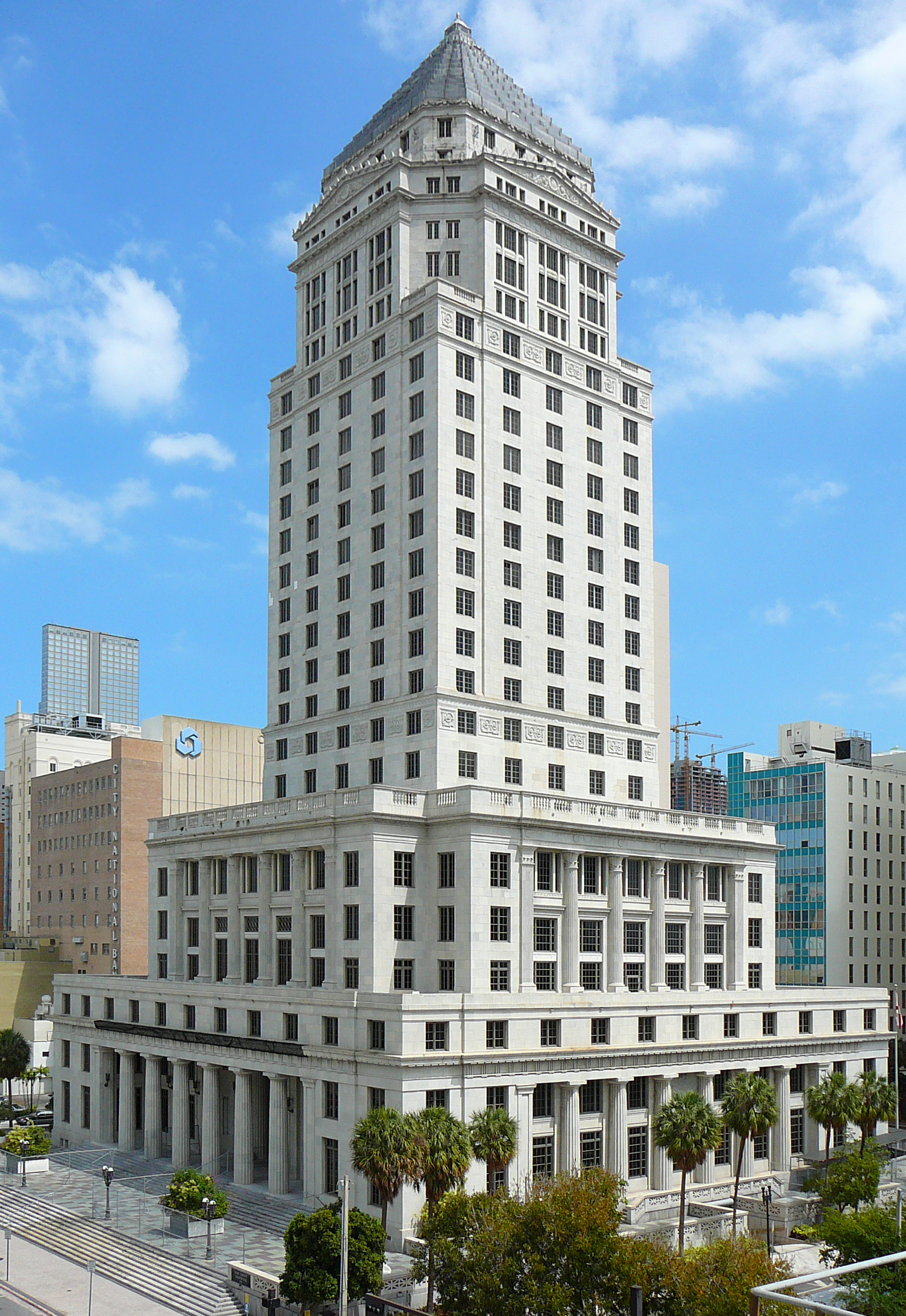
La Dade County Courthouse (tribunale), costruita nel 1928, è l'edificio più alto degli anni 1920.

Seguì poi negli anni 1930 la Grande depressione, che causò la disoccupazione di oltre 16.000 persone a Miami. Di conseguenza, nell'area fu aperto un campo del Corpo Civile di Conservazione. Durante la metà degli anni 1930 fu sviluppato il quartiere Art Déco di Miami Beach.
Il 15 febbraio 1933 fu tentato l'assassinio del presidente eletto Franklin D. Roosevelt: Mentre Roosevelt stava tenendo un discorso al Bayfront Park di Miami, Giuseppe Zangara, un anarchico italiano, aprì il fuoco. Il sindaco di Chicago, Anton Cermak, che stava stringendo la mano a Roosevelt, fu colpito dai proiettili e morì due settimane dopo, altre 4 persone rimasero ferite, ma il presidente eletto Roosevelt ne uscì illeso. Zangara fu rapidamente processato per l'omicidio di Cermak e fu giustiziato sulla sedia elettrica il 20 marzo 1933 a Raiford, in Florida.
Sempre nel 1933 la Miami City Commission chiese al Miami Women's Club di creare un design per la bandiera della città. La bandiera fu progettata da Charles L. Gmeinder e adottata dalla commissione nel novembre 1933. Non si sa perché i colori arancione e verde siano stati selezionati per la bandiera, una teoria è che i colori siano stati ispirati dall'albero di arancio, sebbene l'Università di Miami utilizzasse già i colori dell'arancione e del verde per le sue squadre sportive dal 1926.

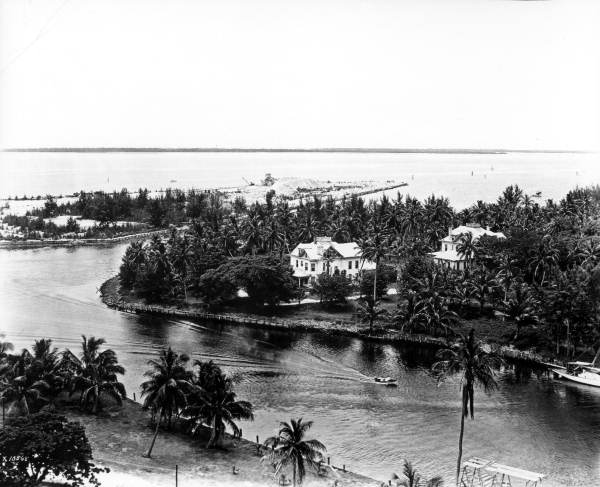
Il fiume Miami nel 1935.

Nel 1937 il capitolo locale del Ku Klux Klan fece irruzione a La Paloma, una discoteca LGBT. Dopo il raid non letale, il nightclub è diventato il luogo di una comunità LGBT più solida e resistente contro le leggi conservatrici.

### Anni 40' e Seconda Guerra Mondiale
All'inizio degli anni 1940, Miami si stava ancora riprendendo dalla Grande Depressione quando iniziò la seconda guerra mondiale. Sebbene molte delle città della Florida siano state pesantemente colpite dalla guerra e siano andate in crisi finanziaria, Miami rimase relativamente inalterata. All'inizio della guerra gli U-Boot tedeschi attaccarono diverse navi americane tra cui il Portero del Llano, che fu attaccato e affondato nelle acque di Miami Beach nel maggio 1942. Per difendersi dagli U-Boot Miami fu collocata in due distretti militari: il Comando della Difesa Orientale ed il Settimo Distretto Navale.
Nel febbraio 1942 fu istituita la Gulf Sea Frontier per proteggere le acque della Florida. Nel giugno di quell'anno altri attacchi costrinsero i leader militari a Washington ad aumentare il numero di navi e uomini del gruppo dell'esercito. Essi spostarono anche il quartier generale da Key West all'edificio DuPont a Miami, sfruttando la sua posizione nell'angolo sud-orientale degli Stati Uniti. La Marina degli Stati Uniti prese il controllo dei moli di Miami e stabilì le stazioni aeree all'aeroporto di Opa-locka e a Dinner Key. L'Air Force inoltre istituì basi negli aeroporti locali dell'area di Miami.

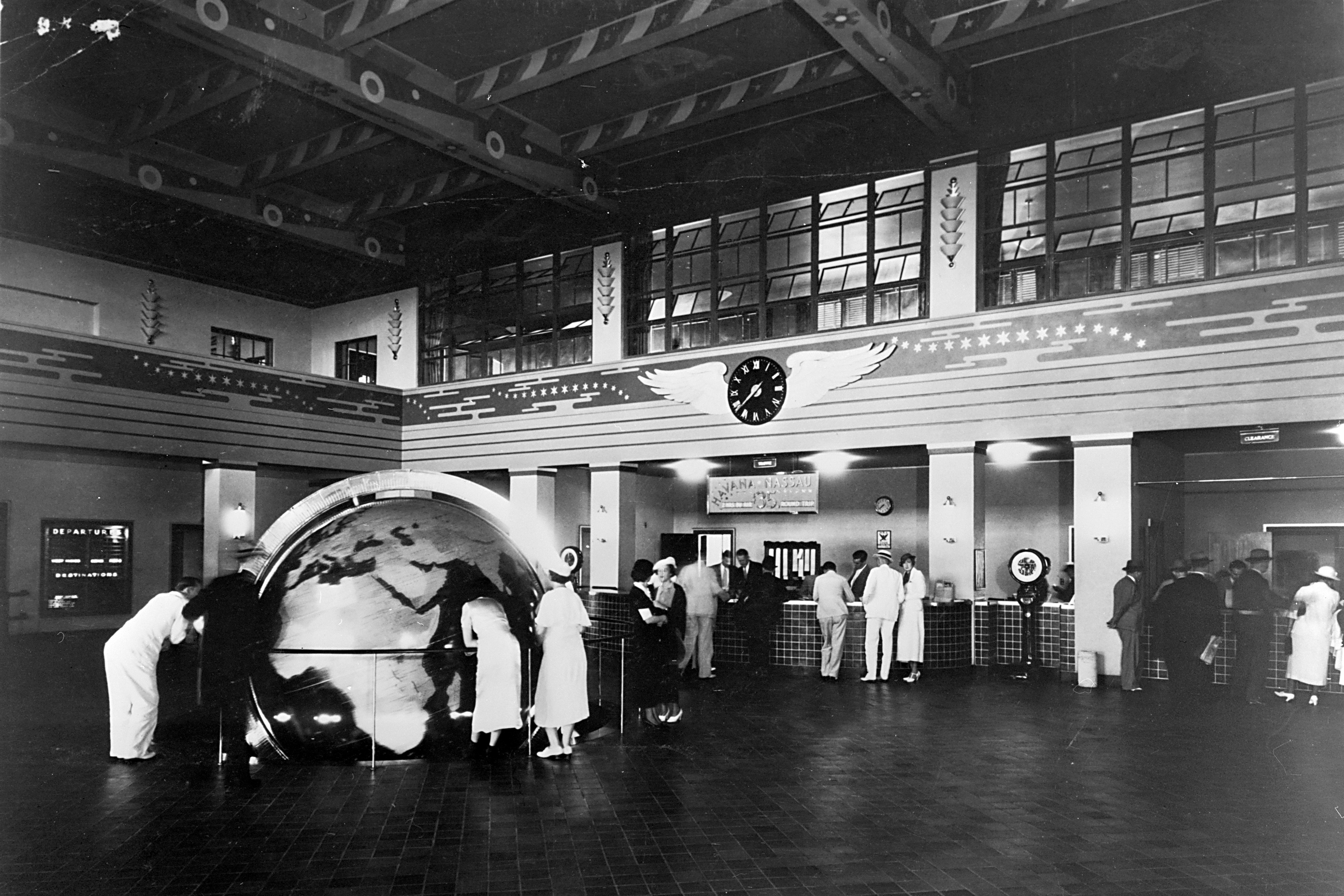
Il terminal Pan Am a Dinner Key nel 1944.

Inoltre nell'area furono istituite molte scuole militari, stazioni di rifornimento e strutture di comunicazione. Invece di costruire grandi basi dell'esercito per addestrare gli uomini necessari per combattere la guerra, l'esercito e la marina arrivarono nel sud della Florida e convertirono gli hotel in caserme, i cinema in aule e le spiagge locali ed i campi da golf in campi di addestramento. Complessivamente nel sud della Florida furono addestrati oltre 500.000 soldati e 50.000 ufficiali. Dopo la fine della guerra molti militari e donne tornarono a Miami, facendo aumentare la popolazione a quasi mezzo milione entro il 1950.

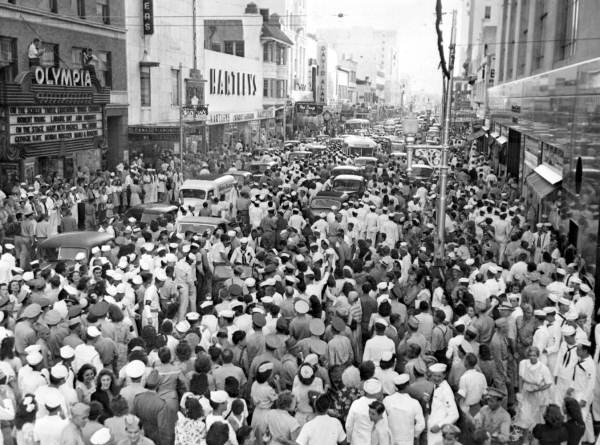
Flagler Street a Downtown Miami 20 minuti dopo la fine della guerra.

### Dagli anni 50' agli anni 70'

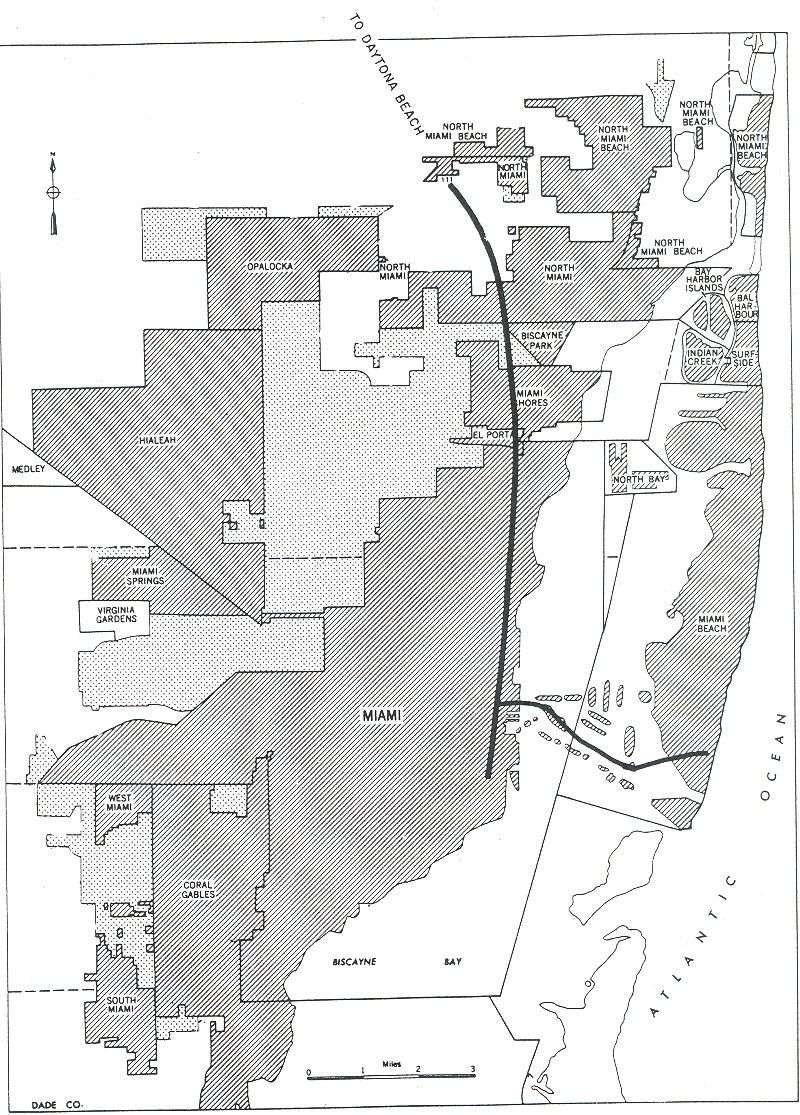
Mappa di Miami nel 1955.

Dopo la rivoluzione cubana del 1959, che spodestò Fulgencio Batista e portò Fidel Castro al potere, la maggior parte dei cubani che vivevano a Miami tornò a Cuba. Poco dopo, tuttavia, molti cubani della classe media e alta si trasferirono in massa in Florida, ed alcuni abitanti di Miami furono infelici di ciò, specialmente gli afroamericani, che credevano che i lavoratori cubani stessero rubando il loro lavoro. Inoltre i sistemi scolastici lottarono per educare le migliaia di bambini cubani di lingua spagnola. 
Durante la Guerra Fredda molti abitanti di Miami, temendo che essa sarebbe diventata la Terza Guerra Mondiale, lasciarono la città, mentre altri iniziarono a costruire rifugi antiaerei ed a fare scorta di cibo e acqua. Molti dei rifugiati cubani di Miami si resero conto per la prima volta che sarebbe passato molto tempo prima di tornare a Cuba. Solo nel 1965 100.000 cubani si ammassarono sui cosiddetti "voli della libertà" che partivano due volte al giorno dall'Avana a Miami e viceversa. La maggior parte degli esuli si stabilì nel quartiere di Riverside, che iniziò ad assumere il nuovo nome di Little Havana. Questa zona emerse come una comunità prevalentemente di lingua spagnola e gli ispanofoni potevano svolgere la maggior parte delle loro attività quotidiane nella loro lingua madre. Alla fine degli anni 1960 nella contea di Miami-Dade vivevano più di 400.000 rifugiati cubani.
Negli anni 1960 e 1970 l'autorità del procuratore generale fu utilizzata per concedere libertà vigilate o permessi speciali, per consentire ai cubani di entrare nel paese. Tuttavia la libertà vigilata consente ad un individuo solo il permesso di entrare nel paese, non di rimanere permanentemente. Per consentire agli immigrati di rimanere, nel 1966 fu approvato il Cuban Adjustment Act. Tale atto prevedeva che lo status di immigrazione di qualsiasi cubano arrivato dal 1959, che fosse fisicamente presente negli Stati Uniti da almeno un anno "può essere modificato dal procuratore generale, allo status di straniero regolarmente ammesso al soggiorno permanente" (titolare della carta verde). Inoltre l'individuo doveva essere ammissibile negli Stati Uniti (cioè non squalificato per motivi penali o di altro tipo).

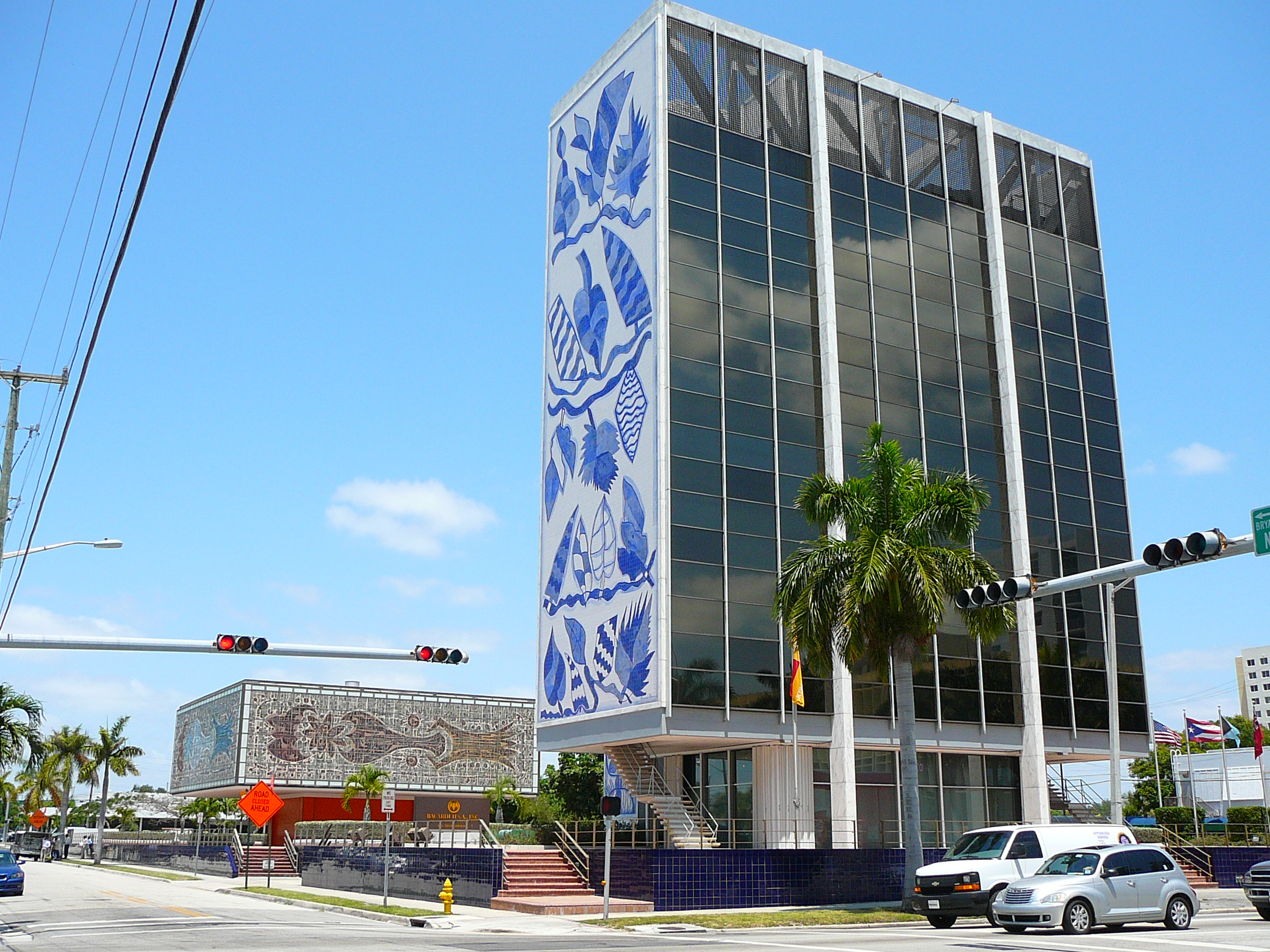
Miami Modern Architecture o MiMo, uno stile che ebbe origine a Miami negli anni 1950, che si può vedere nel Bacardi Building nella Midtown, costruito nel 1963 e diventato sito storico nel 2009.

Sebbene Miami non sia davvero considerata un importante centro del movimento per i diritti civili degli anni 1960 e 1970, essa non sfuggì al grande cambiamento che si verificò. 
Miami era una delle principali città della Florida meridionale ed aveva sempre avuto una consistente popolazione afroamericana ed afrocaraibica. Il 7 e l'8 agosto 1968, in coincidenza con la Convenzione nazionale repubblicana del 1968, scoppiarono disordini nel quartiere nero di Liberty City, che richiesero l'intervento della Guardia nazionale della Florida per ristabilire l'ordine. I problemi furono "condizioni abitative deplorevoli, sfruttamento economico, prospettive di lavoro cupe, discriminazione razziale, scarse relazioni tra polizia e comunità e concorrenza economica con i rifugiati cubani". Il sovraffollamento, dovuto alla quasi distruzione del quartiere nero di Overtown, fu anche un fattore.
Durante gli anni 1970 Miami fu ricca di avvenimenti, a causa della risposta ad un'ordinanza della contea di Dade, che proteggeva gli individui sulla base dell'orientamento sessuale. L'opposizione a questa ordinanza, che è fu abrogata, fu guidata dalla portavoce del succo d'arancia della Florida, Anita Bryant .
Nel dicembre 1979 gli agenti di polizia della città inseguirono il motociclista afroamericano Arthur McDuffie in un inseguimento ad alta velocità dopo che McDuffie aveva fatto un gesto provocatorio nei confronti di un agente di polizia. Gli ufficiali affermarono che l'inseguimento si concluse quando McDuffie fece schiantare la sua moto, morendo, ma il rapporto del coroner concluse diversamente: uno degli ufficiali testimoniò che McDuffie cadde dalla sua moto su una rampa di accesso dell'Interstate 95. Quando la polizia lo raggiunse egli era rimasto ferito ma stava bene, gli agenti gli tolsero il casco, lo picchiarono a morte con i manganelli, rimisero il casco e chiamarono un'ambulanza, sostenendo che c'era stato un incidente in moto. Eula McDuffie, la madre della vittima, disse al Miami Herald pochi giorni dopo: "Hanno picchiato mio figlio come un cane. Lo hanno picchiato solo perché era in moto e perché era nero". Una giuria assolse gli ufficiali dopo una breve deliberazione. Dopo aver appreso del verdetto del caso McDuffie, scoppiarono alcune delle peggiori rivolte nella storia degli Stati Uniti, ricordate come le rivolte di Liberty City del 1980. Quando i disordini cessarono, 3 giorni dopo, erano state arrestate oltre 850 persone ed almeno 18 erano morte. I danni furono stimati intorno ai 100.000.000 di dollari.
Nel marzo 1980 il primo sovrintendente nero delle scuole della contea di Dade, il dottor Johnny L. Jones, fu condannato con l'accusa di furto aggravato legato ad un impianto idraulico placcato in oro. La sua condanna fu annullata in appello ed il 3 luglio 1986 il procuratore di stato, Janet Reno, annunciò che Jones non sarebbe stato processato nuovamente per queste accuse. Tuttavia in un caso separato, fu condannato con l'accusa di reato su minore, di sollecitazione, di falsa testimonianza e di manomissione di testimoni e ricevette una condanna a 2 anni di carcere.

### Dagli anni 80' agli anni 90'
Nel 1980 il Mariel Boatlift portò 150.000 cubani a Miami, il più grande trasporto umano della storia civile. A differenza del primo esodo degli anni 1960, la maggior parte dei rifugiati cubani in arrivo erano poveri, alcuni erano stati recentemente rilasciati dalle carceri o dagli istituti psichiatrici. Durante questo periodo molti dei bianchi non ispanici della classe media della comunità lasciarono la città, in quella che è spesso definita "fuga bianca". Nel 1960 Miami era composta al 90% da bianchi non ispanici, ma nel 1990 essi si erano ridotti al 10%.

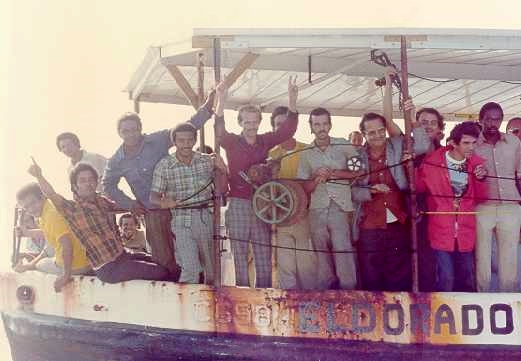
Rifugiati cubani che arrivano in navi affollate durante la crisi del Mariel Boatlift.

Negli anni 1980 Miami iniziò a vedere un aumento dell'immigrazione proveniente da altre nazioni, in particolare Haiti. Man mano che la popolazione haitiana cresceva a Miami, emerse l'area conosciuta oggi come "Little Haiti", la ex Lemon City. Nel 1985 Xavier Suarez venne eletto sindaco di Miami, diventando il primo sindaco cubano di una grande città statunitense. Durante gli anni '80, fu combattuto a Miami un violento conflitto civile tra i diversi baroni della droga locali che provocò centinaia di vittime, ci fu sempre in questo periodo un aumento del narcotraffico e di altre attività illecite che fu tra le cause del conflitto. Negli anni 1990 la presenza degli haitiani venne riconosciuta con segni di lingua creola haitiana nei luoghi pubblici e nelle schede elettorali.
Un altro grande esodo cubano avvenne nel 1994 e per evitare che esso diventasse un altro Mariel Boatlift, l'amministrazione Clinton annunciò un cambiamento significativo nella politica degli Stati Uniti. In un'azione controversa l'amministrazione annunciò che i cubani interdetti in mare non sarebbero stati portati negli Stati Uniti ma sarebbero stati invece portati dalla Guardia Costiera alle installazioni militari statunitensi a Guantanamo Bay o a Panama. Durante un periodo di otto mesi a partire dall'estate del 1994, oltre 30.000 cubani e più di 20.000 haitiani vennero interdetti e mandati a vivere in campi profughi fuori dagli Stati Uniti.
Il 9 settembre 1994 gli Stati Uniti e Cuba decisero di normalizzare la migrazione tra i due paesi. L'accordo codificò la nuova politica degli Stati Uniti di collocare i rifugiati cubani in rifugi sicuri al di fuori degli Stati Uniti, ottenendo un impegno da Cuba per scoraggiare i cubani dal navigare verso l'America. Inoltre gli Stati Uniti si impegnarono ad ammettere un minimo di 20.000 immigrati cubani all'anno. Quel numero si aggiunse all'ammissione dei parenti stretti dei cittadini cubani con cittadinanza statunitense.
Il 2 maggio 1995 un secondo accordo con il governo Castro aprì la strada all'ammissione negli Stati Uniti dei cubani ospitati a Guantanamo, che vennero conteggiati principalmente nel primo anno dei 20.000 immigrati annuali. Inoltre stabilì una nuova politica di rimpatrio diretto dei cubani interdetti in mare, a Cuba. Nell'accordo il governo cubano si impegnò a non fare ritorsioni contro coloro che furono rimpatriati.
Questi accordi con il governo cubano portarono a quella che è stata chiamata la politica "piede bagnato-piede asciutto", in base alla quale i cubani che arrivavano a riva sarebbero potuti rimanere negli Stati Uniti, diventando idonei per adattarsi alla residenza permanente, ai sensi della legge sull'adeguamento cubano. Tuttavia coloro che non riuscivano a raggiungere la terraferma alla fine venivano rimpatriati a meno che non potessero dimostrare un fondato timore di persecuzione se rimpatriati a Cuba. Poiché è stato affermato che i cubani stessero scappando per motivi politici, questa politica non si applicava agli haitiani, che secondo il governo stavano cercando asilo per motivi economici.
Da allora l'atmosfera latina e caraibica di Miami l'ha resa una destinazione popolare per turisti e immigrati provenienti da tutto il mondo. Essa è tuttora il terzo porto di immigrazione più grande del paese dopo New York e Los Angeles. La maggior parte delle comunità di immigrati europei di Miami sono immigrati recenti e molti vivono in città stagionalmente, con un alto reddito disponibile.
Negli anni 1980 Miami divenne uno dei più grandi punti di trasbordo degli Stati Uniti per la cocaina proveniente dalla Colombia, dalla Bolivia e dal Perù. L'industria farmaceutica portò miliardi di dollari a Miami, che vennero rapidamente incanalati attraverso organizzazioni di facciata nell'economia locale. Concessionarie di auto di lusso, hotel a cinque stelle, sviluppi condominiali, nightclub snob, importanti sviluppi commerciali e altri segni di prosperità iniziarono a sorgere in tutta la città. Con l'arrivo dei soldi arrivò anche un'ondata di criminalità violenta che durò fino ai primi anni 1990. Il popolare programma televisivo Miami Vice, che si occupava di agenti anti-narcotici in un'idilliaca interpretazione dell'alta borghesia di Miami, diffuse l'immagine della città come uno dei paradisi subtropicali più affascinanti d'America.

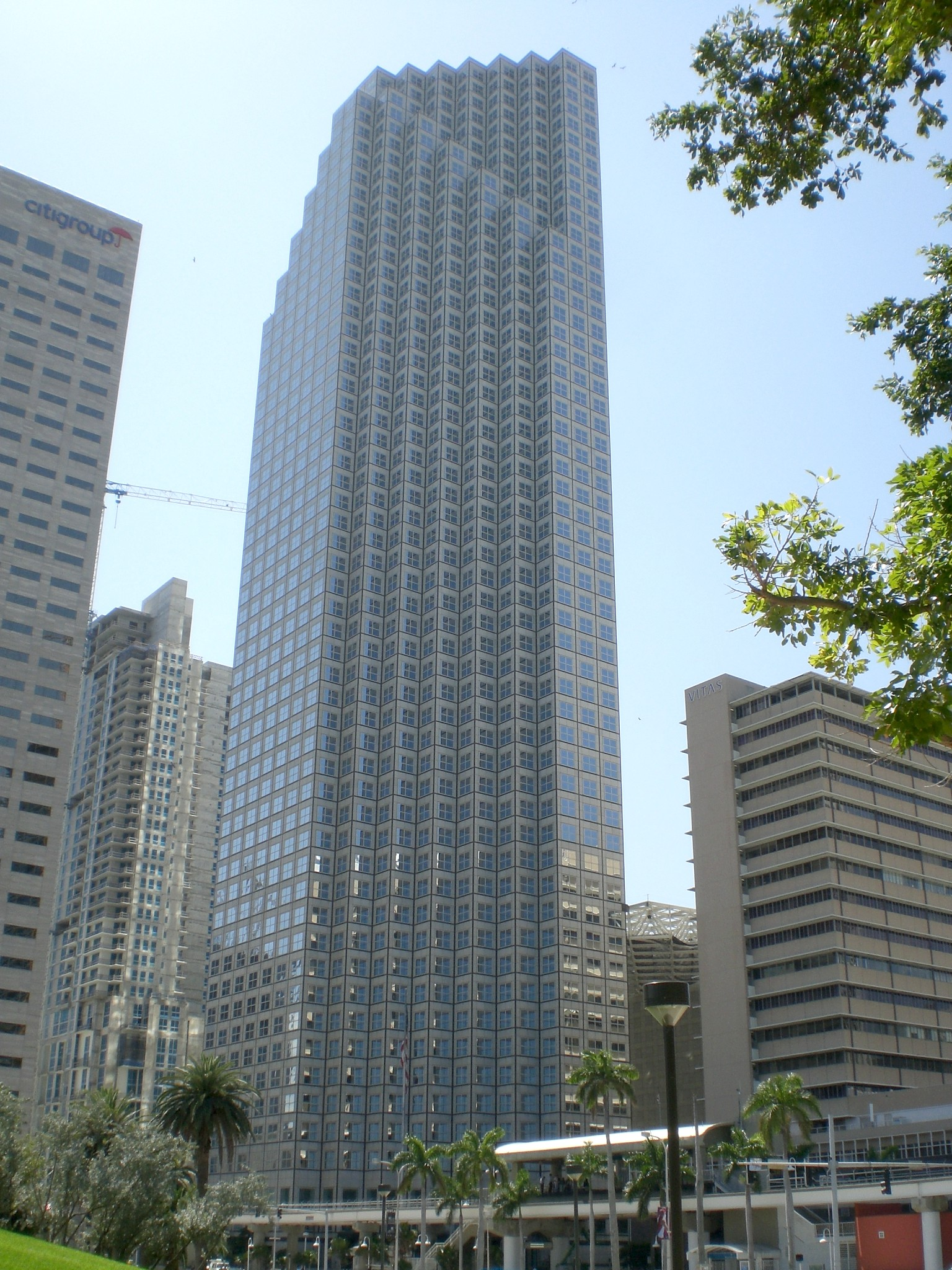
Il Southeast Financial Center, il grattacielo più alto costruito durante il boom degli anni '80

Miami ha ospitato molti dignitari e persone importanti negli anni 1980 e 1990. Papa Giovanni Paolo II la visitò nel novembre 1987 e tenne una messa all'aperto per 150.000 persone nel Parco Tamiami. Anche la regina Elisabetta II e 3 presidenti degli Stati Uniti visitarono Miami. Tra questi c'è Ronald Reagan, a cui è intitolata una strada a Little Havana. La visita di Nelson Mandela nel 1989 fu segnata da tensioni etniche, Mandela aveva elogiato il leader cubano Fidel Castro per il suo sostegno anti-apartheid su Nightline di ABC News, per questo motivo la città ritirò il saluto ufficiale e nessun alto funzionario lo accolse. Ciò portò ad un boicottaggio da parte della comunità afroamericana locale di tutte le strutture turistiche e congressuali di Miami, fino a quando Mandela non ricevette un saluto ufficiale. Si tentò di risolvere le perdite economiche causate dal boicottaggio, tuttavia tutti gli sforzi per risolverlo fallirono per mesi, con una perdita stimata di oltre 10 milioni di dollari.
Nel 1992 l'uragano Andrew causò danni per oltre 20 miliardi di dollari a sud dell'area di Miami.
Diversi scandali finanziari che coinvolsero l'ufficio del sindaco e la City Commission durante gli anni 1980 e 1990 lasciarono Miami con il titolo di 4ª città più povera degli Stati Uniti entro il 1996. Con un deficit di bilancio di 68 milioni di dollari e le sue obbligazioni comunali classificate come titoli spazzatura da Wall Street, nel 1997 Miami divenne la prima città della Florida ad avere un consiglio di sorveglianza nominato dallo stato assegnato. Nello stesso anno gli elettori della città respinsero prontamente na risoluzione per sciogliere la città e farne un'entità con la contea di Dade. I problemi finanziari della città continuarono fino a quando l'estraneo politico Manny Diaz è stato eletto sindaco di Miami nel 2001.

## XXI secolo

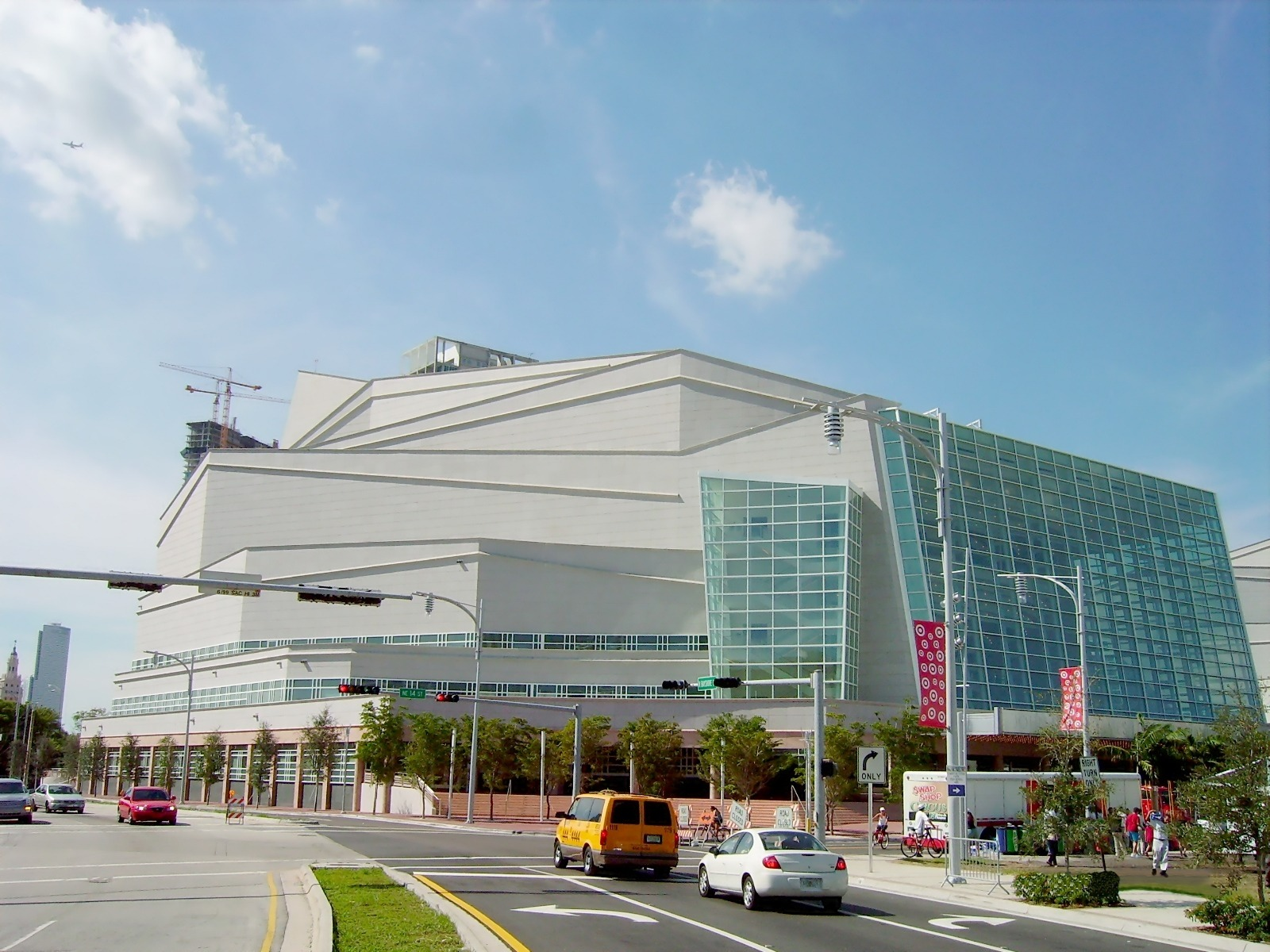
Negli ultimi anni Miami ha promosso le arti, gli affari e le arti dello spettacolo, come l'Adrienne Arsht Center for the Performing Arts, il secondo più grande centro di arti dello spettacolo negli Stati Uniti. Altri progetti includono il nuovo Miami Marlins Stadium, Miami Streetcar, PortMiami Tunnel ed il Museum Park che include il Miami Art Museum ed il Miami Science Museum

Nel 2000 avvenne l'affare Elián González, La controversia riguardava Elián González, un bambino cubano di sei anni, che è stato salvato dalle acque al largo di Miami. Nella vicenda erano coinvolti i governi degli Stati Uniti e di Cuba, suo padre Juan Miguel González, i suoi parenti di Miami e la comunità cubano-americana di Miami. La tappa culminante di questa lunga battaglia fu il 22 aprile 2000, con il sequestro di Elián da parte degli agenti federali, che suscitò le critiche di molti nella comunità cubano-americana. Durante la controversia, Alex Penelas, all'epoca sindaco della contea di Miami-Dade, giurò che non avrebbe fatto nulla per aiutare l'amministrazione di Bill Clinton e le autorità federali nel tentativo di riportare il bambino di sei anni a Cuba. Decine di migliaia di manifestanti, si sono riversati nelle strade di Little Havana e hanno manifestato e creato disordini. I manifestanti hanno rovesciato cartelli, bidoni della spazzatura e rastrelliere per giornali e sono stati appiccati alcuni piccoli incendi. I rivoltosi hanno bloccato un'area di 10 isolati. Poco dopo molte aziende di Miami hanno chiuso, poiché i loro proprietari e gestori hanno partecipato ad un breve boicottaggio di un giorno contro la città, tentando di influenzare la sua industria del turismo. Al boicottaggio hanno partecipato i dipendenti delle compagnie aeree, delle compagnie di crociera, degli hotel, delle compagnie di autonoleggio e dei principali rivenditori. Alla fine Elián González è tornato a Cuba con suo padre il 28 giugno 2000.
Nel 2003 si è verificata la controversa negoziazione dell'Area di libero scambio delle Americhe. Era un accordo proposto per ridurre le barriere commerciali aumentando i diritti di proprietà intellettuale. Durante l'incontro del 2003 a Miami, l'Area di libero scambio delle Americhe è stata accolta da una forte opposizione da parte delle proteste anti-corporatizzazione e anti-globalizzazione.
Il 27 giugno 2005 il popolare ex commissario cittadino Arthur Teele entrò nell'atrio principale del quartier generale del Miami Herald, lasciò un pacco per l'editorialista Jim DeFede e disse alla guardia di sicurezza di dire a sua moglie Stephanie che "l'amava", prima di estrarre una pistola e suicidarsi. Il suo suicidio è avvenuto il giorno in cui il settimanale alternativo Miami New Times ha pubblicato dettagli salaci sui presunti affari di Teele, comprese le accuse secondo cui avrebbe fatto sesso con una prostituta transessuale e fatto uso di cocaina. All'epoca Teele era indagato dalle autorità federali per frode e riciclaggio di denaro, con l'accusa di aver preso 59.000 dollari in tangenti per aiutare un uomo d'affari ad ottenere milioni di dollari in contratti, all'aeroporto internazionale di Miami. Teele è stato sospeso dal suo lavoro nel 2004 dal governatore della Florida Jeb Bush, dopo essere stato arrestato per aver tentato di mandare fuori strada un agente di polizia. Teele è stato anche accusato nel dicembre 2004 di dieci capi di risarcimento illegittimo con l'accusa di aver preso 135.000 dollari da TLMC Inc., promettendo che gli sarebbero stati assegnati contratti redditizi per riqualificare i quartieri di Miami. Teele è stato anche dichiarato colpevole nel marzo 2005 per aver minacciato un detective sotto copertura.
Nella seconda metà degli anni 2000 Miami ha visto un vasto boom dell'architettura dei grattacieli, soprannominata "Miami Manhattanization". Ciò includeva la costruzione di molti degli edifici più alti di Miami, con quasi 20 degli edifici più alti delle 25 città con i grattacieli più alti terminati dopo il 2005, il 2008 e il 2007 hanno visto il completamento di altri di questi edifici. Questo boom ha trasformato l'aspetto del centro di Miami, che ora è considerato uno dei più grandi e magnifici skyline degli Stati Uniti, superato solo da New York e Chicago. Questo boom è rallentato dopo la crisi finanziaria globale del 2008, con alcuni progetti in corso messi in attesa e nessuno degli edifici più alti della città in costruzione.

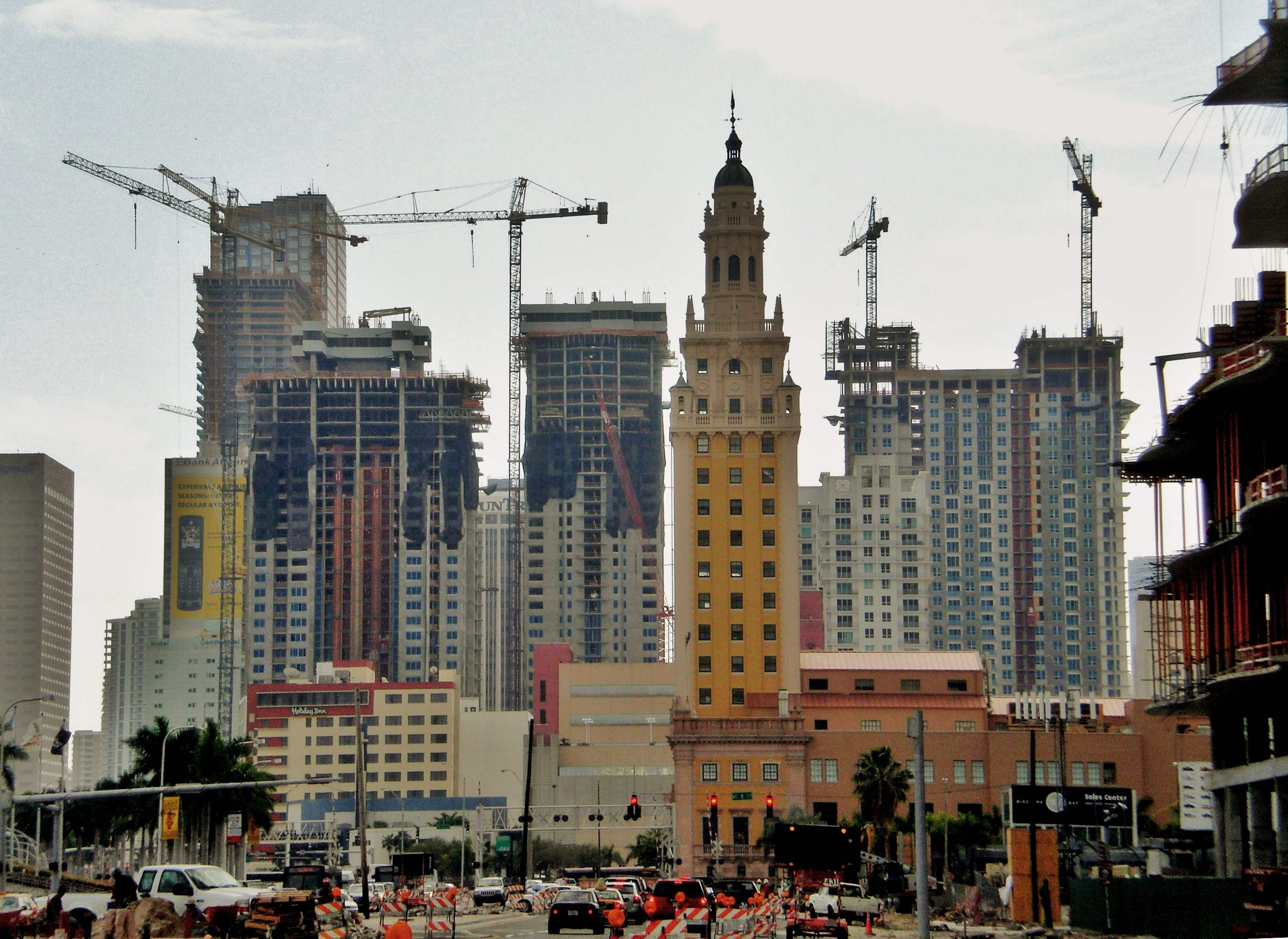
Grattacieli in costruzione a Downtown Miami nel 2007

Il Port Miami tunnel che collega Watson Island al Porto di Miami su Dodge Island, costato 700 milioni di dollari, è stato aperto nel 2014.
Negli anni 2010 c'è stato un secondo boom edilizio di grattacieli.

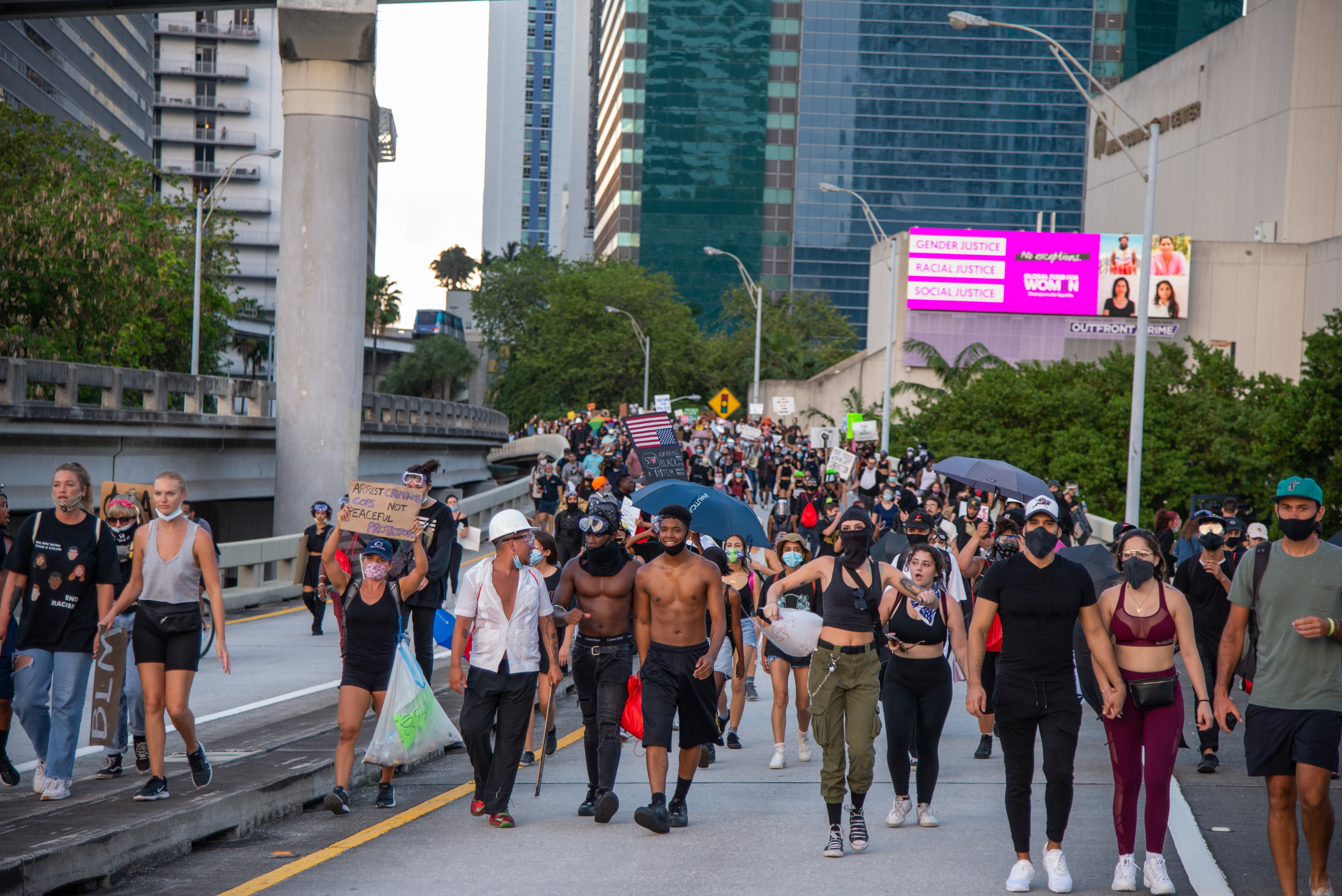
Proteste per George Floyd a Miami nel giugno 2020